# غرد قبران (أختاتشي الشرقي)
غرد قبران (بالفارسية: گردقبران) هي قرية تقع في إيران في أذربيجان الغربية. يقدر عدد سكانها بـ 637 نسمة بحسب إحصاء 2016.